# Lijst van burgemeesters van Grootebroek
Dit is een lijst van burgemeesters van de voormalige Nederlandse gemeente Grootebroek tot die op 1 januari 1979 fuseerde met de gemeente Bovenkarspel tot de nieuwe gemeente Stede Broec.
| Ambtsperiode | Naam burgemeester       | Partij of stroming | Bijzonderheden                                |
| ------------ | ----------------------- | ------------------ | --------------------------------------------- |
| 1811 - 1825  | Pieter Pool Jz          |                    | Tevens notaris                                |
| 1825 - 1848  | Cornelis Pool           |                    | Oomzegger van zijn voorganger, tevens notaris |
| 1848 - 1859  | Christiaan Pool         |                    | Oomzegger van zijn voorganger                 |
| 1859 - 1878  | Johannes Theunius Pool  |                    | Zoon van Cornelis Pool, tevens notaris        |
| 1878 - 1898  | Klaas (K.) Prins        |                    |                                               |
| 1898 - 1924  | Simon (S.) Prins        |                    | Zoon van Klaas Prins                          |
| 1924 - 1946  | Jo (J.A.) Schrijnder    |                    |                                               |
| 1947 - 1958  | Piet (P.J.) Cramwinckel | KVP                |                                               |
| 1958 - 1967  | L.P.H. Schepers         | KVP                |                                               |
| 1967 - 1979  | Jan (J.N.) Stuifbergen  | KVP                | waarnemend                                    |